# اگیواس اموروسیوس، کیرنیا

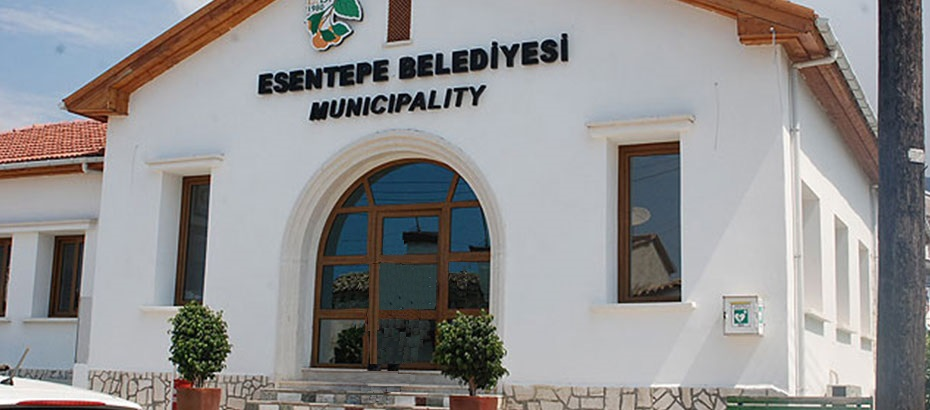
تصویری از یک بنا در این منطقه

اگیواس اموروسیوس، کیرنیا (به لاتین: Agios Amvrosios, Kyrenia) یک منطقهٔ مسکونی در قبرس است که در ناحیه گیرنه واقع شده‌است.